# George H. W. Bush
George Herbert Walker Bush, ameriški predsednik ZDA, podpredsednik ZDA, kongresnik, vojaški pilot, pomorski častnik, diplomat, veleposlanik, politik, * 12. junij 1924, Milton, Massachusetts, † 30. november 2018, Houston, Teksas.
Bush je bil 41. predsednik ZDA (1989-1993). Predhodno je bil kongresnik iz Teksasa (1967-1971), veleposlanik pri Združenih narodih (1971-1973), predsednik Republikanskega narodnega komiteja (1973-1974), direktor Centralne obveščevalne agencije (1976-1977) in podpredsednik ZDA pod Reaganom (1981-1989).
Poleg tega je bil odlikovani pomorski vojaški pilot in zadnji veteran druge svetovne vojne, ki je postal predsednik ZDA.
Bush je oče 43. predsednika Georgea Walkerja Busha.

## Odlikovanja
- Distinguished Flying Cross (DFC)

## Zanimivosti
Po njem je poimenovana superletalonosilka razreda Nimitz USS George H. W. Bush (CVN-77).
Bil je prvi predsednik, ki je imel dve srednji imeni in prvi predsednik, ki je bil rojen junija.
8. januarja 1992 je med uradno večerjo bruhal v naročje japonskega predsednika vlade Miyazawe, nato pa se je onesvestil.